# 廣州雙層巴士
1985年起中國廣東省廣州市開始從香港引入部分雙層巴士於廣州市市區行駛，但因為基本都是已於香港退役的英國及德國製造的翻新巴士，難以尋找零件，返修率及成本過高，及市區內高架橋高度太低，于市區內行走的雙層巴士相繼從1999年開始陸續退役。2003年，廣州市內早期引入的所有廣州雙層巴士完全退役。2009年，廣州市再次引入新型的双层巴士试运行。

## 历史

### 1990年代第一批：引进香港退役巴士与自制
- 1985年，廣州市人民政府為了舒緩市區內交通擠迫狀況，首次引入雙層巴士试行，從香港九龍巴士公司引進已退役丹拿CVG6型雙層巴士，行走於廣州火車站路线的廣州市第三公共汽車公司旗下528及529路。
- 1987年，廣州市人民政府決定大量從九龍巴士公司引進雙層巴士。
- 1989年1月，以廣告補償形式（即車輛免費贈送，廣告收益由香港方面賺取），廣州市人民政府再次從九龍巴士公司、中华巴士公司引入52輛帶車身廣告退役丹拿珍寶型、利蘭珍寶等型號雙層巴士，作翻新後將尾門改置右側，甚至改裝成左方向駕駛，行駛於201、230、235、240、260、269、270、271、276、283、289、290、522、528、529路線。上層收費1元人民幣，下層收費5角人民幣。
- 1993年，香港海派公司、新美景工程公司和城市亚洲公司捐贈50輛前德國柏林交通運輸公司的MAN SD200（德语：MAN SD 200）、新加坡SBS的利蘭亞特蘭大雙層巴士，由廣州市公用事業局接收，于1993年11月13日正式投入營運，行駛于廣州市第二公共汽車公司522路、廣州市第三公共汽車公司528、529路。
- 1994年初，廣州客車廠推出廣州首款自產雙層巴士，廣州牌GZK6120GS及其改進版GZK6120FS，空氣懸掛系統設計，使用合肥淝河汽車製造廠生產的HFF6120D06二級踏步底盤、斯太尔91车桥，采用斯太爾WD615.61引擎，最大輸出馬力為191kW/2600rpm，最大扭力輸出為830Mn/1600-1700rpm，使用ZF S6-80六速手動變速箱。全車長11.9米，車廂內高1.8米，全車高度3.9米。最大承載量為89人，曾是當時全國承載能力最大的雙層巴士之一。所生產的21輛雙層巴士由廣州市交通建設管理基金會捐贈給廣州市第一公共汽車公司，行駛于旗下的28、62、63路。但因為生產技術不成熟，事故率太高，廣州客車廠陸續將其停產，并于1998年開始陸續退役，2001年1月，最後一輛廣州牌雙層巴廣州牌GZK6120FS宣告退役。
- 1998年，广州市内双层巴士陆续退役，送往金属回收公司销毁。
- 1999年6月7日，廣州市第三公共汽車公司旗下528路的22架雙層巴士停駛，至此，該公司旗下75架雙層巴士全部退役。[1]
- 2001年，广州市第一公共汽车公司（现一汽巴士）最后一辆广州牌雙層巴車牌號碼為粵A04025的廣州牌GZK6120FS双层巴士重新翻新后宣告退役，由广州博物馆收藏。其后因广州博物馆无法接收该辆双层巴士而拖到一汽公司车陂停车场放置长达9年。
- 2003年，广州市第二公共汽车公司最后两架行走于289路线的編號為2-10880和2-10888巨鷹珍寶巴士宣告退役。
- 2012年12月13日，一汽巴士将最后一辆广州牌GZK6120FS双层巴士再次重新翻新后拖回广州博物馆美术馆展区停泊展览，惟該車的引擎及變速箱等所有動力裝置已經移除。

#### 退役原因
1994年，广州市内投入营运的双层巴士数量为130辆，但逐渐显现的问题越来越突出，首要原因是廣州當局的城市規劃並不完善，市區內逐漸新落成的橋樑高度太低，約3至4米左右，不適合雙層巴士行駛，同時，於市內行駛的無軌電車架空電線高度太低，同樣不適合其行駛。再且，當時引入的雙層巴士多為退役巴士，已經停產，因此維修量太大，零件太昂貴，而廣州牌GZK6120GS/GZK6120FS設計有眾多缺陷，曾發生多宗事故（如使用該型號的62路線曾於天河發生前輪飛脫事故），返修率過高，巴士公司無法承受如此大維修量，最終將其陸續報廢。
2009年9月，广州市交委主任冼伟雄认为，由于受道路现状的制约，双层巴士不宜在广州推广发展。他表示，一些桥面限高3.8米，而双层巴士的身高最少在4米以上，根本无法通行，而广州市又是一个多桥隧的城市，单凭这一点，就不利于双层巴士的发展；今后是否会大力推广，将等到巨鹰SJ6110BEB-SHU的试用期结束后再作定论。

### 2000年代第二批：新一代电动巴士
- 2009年9月，廣州新穗巴士引入广州新美景客车制造有限公司研发的SJ6110BEB-SHU电动双层巴士试运行。
- 2012年11月23日，新穗巴士再次引入一辆安凯纯电动双层巴士HFF6110GS03EV（编号：8818）试运行3个月。
- 2013年2月8日，一汽巴士投入6部宇通客车生产的ZK6105HNGS1开篷双层巴士营运旅游观光1线。
- 2013年7月27日，一汽巴士新增购的7輛宇通ZK6105HNGS1开篷双层巴士加入旅游观光1线，使该线营运车辆增加至13架。
- 2015年6月21日，新穗巴士投放一部由扬州亚星客车制造的双层巴士JS6111SHCP正式运行于226线，7月初再投放剩余20架行走。
- 2018年，新穗巴士与珍宝巴士投放安凯HFF6124GS03EV运营于226、230、333、336等线路，电车公司也于同年投入宇通ZK6126BEVGS3(E12DD)和广汽比亚迪GZ6100LSEV运营于107路线及觀光2路線，但GZ6100LSEV在2020年12月23日退出运营并退还广汽比亚迪从化车厂办理车辆注销。
- 2021年4月1日，巴士集團電車分公司（當時稱作「廣州公交集團電車有限公司」）投放13架廣汽比亞迪GZ6100LSEV1(K8S改進款)雙層巴士於107路綫及觀光2路綫行走，其中#S829及#S830車為2020年底退還予廠家的車輛，退回車廠除更改車輛VIN碼、巴士型號及換上新銘牌外，與其他車輛無異；至此，107路綫的车队由多数無軌電車+少数雙層巴士转变为多数雙層巴士+少数無軌電車行走。
- 2021年6月26日，隨着廣汽比亞迪B10車型陸續上路，一汽巴士於2012~2013年引入的宇通雙層液化天然氣動力觀光巴士全數退役。至此，一汽巴士再次結束雙層巴士車隊營運，旅遊觀光1路綫以廣汽比亞迪K9KA及兩款均由廣汽比亞迪製造的新車B10、改進款K9F行走。
- 2022年，隨著全廣州巴士車隊全面純電化，新穗巴士先後引入的JS6111SHCP液化天然氣動力雙層巴士及JS6111SHEVC插電混合動力雙層巴士均全數退役，巴士退役前，多個巴士迷團體組織了巴士遊河活動，送別最後的非純電動雙層巴士；至此，廣州雙層巴士車隊亦全面實現純電化。

## 香港跨境雙層巴士
1996年，香港城巴曾經擁有5輛富豪B12及數輛利蘭奧林比安12米巴士，主要用于行走往廣州及東莞的城巴過境路線。当时它们是廣州可見的最新款雙層巴，其中的富豪B12巴士也是城巴僅有的附設洗手間的巴士，附設行李倉及雙層隔音玻璃，並設有馬力強大的引擎，在廣深高速公路上，可以120至130公里每小時的速度行走（城巴利蘭奧林比安1XX/3XX極速大約100-120公里每小時），增強城巴的競爭力。
受廣深鐵路提速影響，往廣州、東莞等地的直通巴士的客源於1990年代末至2000年代初期急跌，城巴於2001年結束所有過境服務，全部轉讓給永東直巴，而5輛B12巴士亦轉售新西蘭。

## 報廢巴士獲收藏

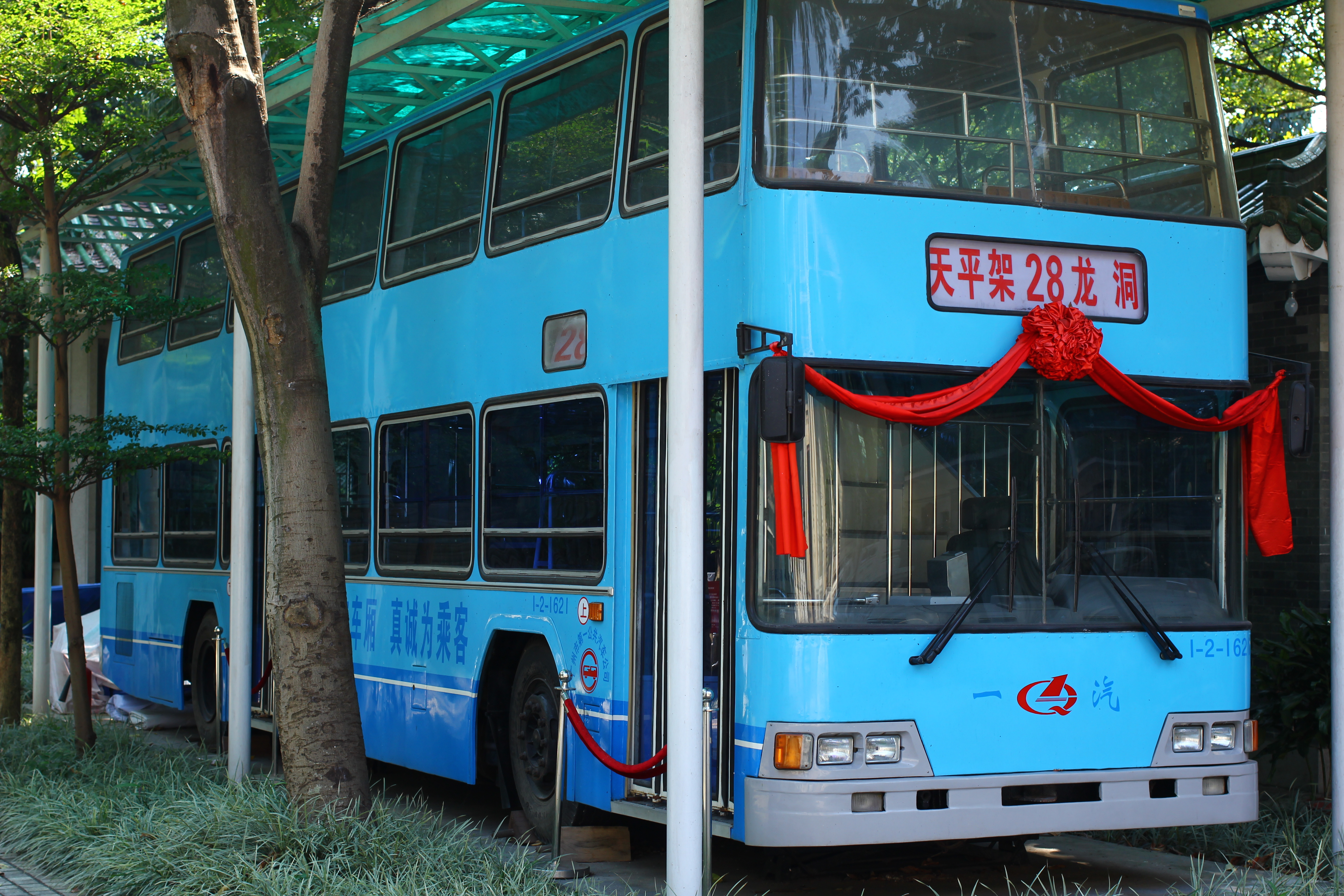
最後一輛廣州牌雙層巴。

2001年，廣州市第一公共汽車公司最後一輛廣州牌雙層巴車牌為粵A04025的廣州牌GZK6120FS宣告報廢，2002年1月30日上午，該輛雙層巴經全面翻新后，由廣州博物館收藏，於鎮海樓前舉行交接儀式。但因為廣州博物館于1998年接收了廣州市電車公司最後一輛通道式無軌電車上海牌SK561G型電車，而當時廣州博物館擴館計劃擱置，廣州博物館因無法接收該輛雙層巴士。故該廣州牌GZK6120FS型雙層巴士被露天停泊於廣州市一汽巴士公司車陂修理廠停車場3樓，任凭风吹日晒长达9年。
2011年底，一汽巴士客装厂接到公司下达对双层巴士翻新进馆的任务，该车拖去黄村修理厂进行翻新。但部分配件已经没有存货，即使发外加工也很难找到匹配的原材料。该车在捐赠之前已经由广州市文物局颁发了文物证明，为了保留其收藏价值，客装厂工程技术人员想尽办法将该车辆按原貌重新翻新。 
2012年12月11日，因一汽巴士公司于广州博物馆镇海楼展区举行60周年特展，所以在参展之前一日此巴士从黄村修理厂拖到廣州博物館镇海楼展区，翌日再停泊在镇海楼旁的仲元樓展區大門口處。

## 雙層巴士再次行走的歷史及巴士配置

### 新穗巴士
時隔多年，新穗巴士終在2009年打開廣州雙層巴士歷史的新一頁，除了致力於試驗各種新能源巴士以外，亦引入純電動雙層巴士作試驗，尽管此舉不受時任廣州市交通委員會主任冼偉雄支持，但該舉措最終為廣州市再次壯大雙層巴士車隊打下了良好基礎。

#### 巨鹰（穗景牌）SJ6110BEB-SHU
2009年9月28日，新穗巴士试运行4辆纯电动巴士，其中一辆是在538路运营的广州新美景客车制造有限公司研发的11米双层纯电动巴士。根据技术人员介绍：该车可载乘客88人（64座位、23站位和司机1人），设计使用寿命为17年，牵引系统为交流异步电动机搭配全数字化高精度交流伺服控制系统；经国家电动汽车实验示范管理中心现场测试，其在一次充电后续驶历程达到371.9公里，能耗仅为64.8度电/100公里。值得注意的是，該車造型形似萊特巴士車身製造廠（Wright Bus）旗下的第一代萊特日蝕雙子星（Wright Eclipse Gemini I）造型。該車型現已結束試驗。
| 自編號  | 動力形式    | 車身尺寸（長×宽×高） | 軸距    | 引擎                            | 波箱/變速系統 | 地台懸掛       | 冷氣系統 |
| ------- | ----------- | -------------------- | ------- | ------------------------------- | ------------- | -------------- | -------- |
| XS-8888 | 純電動 (EV) | 11000×2499×4200 mm   | 6200 mm | 襄樊特種電機（萬向）YCVF250L-4C | 電動直驅      | 一踏氣囊低入口 | 不明     |

#### 安凯HFF6110GS03EV
2012年10月13日，有一张停放在广交会展馆外的双层巴士的图片被网友转发，该车的车外涂装为第一巴士标准涂装。新穗巴士在同年10月26日证实，该公司244A线将引入一輛该款双层巴士（编号 #XS-8818），已向广州市交通委员会提交报告，只要等待其批准即可投入营运。同年11月14日，双层巴士获批上路；当月15日，该车在当年的深圳高交会上进行陈列展示，21日晚回到广州，23日起在244A路试运营3个月。
根據上一次的試驗經驗和廣州市交通監管部門提出的意見，新穗巴士此次引入的巴士在車身高度設計定格在3.78米，是廣州雙層巴士歷史上最矮的車型，這樣設計的好處是規避了時任廣州市交委主任冼偉雄提出「廣州一些橋面限高3.8米，而雙層巴士最少在4米以上」的缺點，甚至能安全通過試驗路綫244A路途經只有3.9米左右的大北立交橋底；然而，由於車身設計限制，該車的車廂佈局十分罕見，相較其他雙層巴士亦顯得十分狹窄，下層的座位下方滿佈電池，下層兩邊均設置7個地鐵座（即橫向座位），後門設於車廂尾部，至於上層更為特別，參考了類似五六十年代英式矮車身的下沉式上層通道設計，上層設置33個座位（11排座位，每排3個）在車廂正中間，車廠在車身後部左右兩邊分別設置一條樓梯供乘客上落，而中間座位區域被提升，以提供足夠淨空間距予下層通道，冷氣的風槽設置於上層座位的正上方以提供更好的通道空間。
由于试运营期间广受好评，此车运行3个月以后并未停止运行，而是继续运行至2013年3月。根據坊間流傳出的圖片顯示，該車曾在2017年運回安徽安凱客車廠予車廠參考製作一架自編號為XS-0128的液化天然氣雙層巴士，惟有關巴士未獲新穗巴士引入，安凱客車亦將#8818車回送新穗巴士車廠，及後與一架福田牌BJ6123PHEV-1單層混能巴士共同閒置於新穗巴士凰崗車场至今，傳聞兩車動力系統亦均已拆除。
| 自編號  | 動力形式    | 車身尺寸（長×宽×高） | 軸距 (三軸）    | 後軸輔助轉向 | 引擎               | 波箱/變速系統 | 地台懸掛       | 冷氣系統 |
| ------- | ----------- | -------------------- | --------------- | ------------ | ------------------ | ------------- | -------------- | -------- |
| XS-8818 | 純電動 (EV) | 11495×2500×3780 mm   | 4920 mm+1920 mm | ✔            | 大洋電機 YTD100W04 | 電動直驅      | 一踏氣囊低地板 | 鬆芝     |

#### 亞星JS6111SHCP
時間來到2015年，廣州巴士進入液化天然氣和插電混合動力作為主流動力形式的新時代，新穗巴士一改慣常自集資金採購安凱客車優先的風格，以招標形式引入了20台液化天然氣動力的亞星牌雙層巴士。該批車輛車身高度設計為3.98米，雖然車身略低於標準雙層巴士的高度，但是車廂佈局亦勉強採用了普通雙層巴士上層2+2座位，下層1+1，座椅為開平春山出品，樓梯設置在車廂中部的設計，惟由於車身相對降高的原因，使下層的後半部分無法設置任何座位，新穗巴士以一條活動扶手封閉整個中門以後的空間，後部留有一扇太平門，而該車型並非三軸設計。在懸掛系統方面，新穗巴士一改先前試驗車的配置，采用了鋼板懸掛和較為價格低廉的LE底盤，惟該批車輛行駛質感上與後期氣囊避震配置無太大分別。車身外觀方面前臉依舊是亞星一貫使用的“宏佳臉”造型，車尾為打斜的圓燈和封尾設計，採用第一巴士橙白塗裝，車身上印有“新穗巴士 全心全意”的口號。該批車輛在上路時全數行走226綫及其與公司旗下附屬路綫夜45綫，以取代服務該綫多年的福田牌BJ6123PEHV-1型柴電混合動力單層巴士；值得一提的是，226綫自新穗巴士營辦以來就一直獲派車隊中最先進的車型行走，夜45綫也成為了廣州唯一一條有雙層巴士行走的深宵巴士路線，此二舉在車隊純電化後不再。
2016年，新穗巴士隨JS6111SHEVC插電混合動力雙層巴士訂單增購一架標準高度的JS6111SHCP型液化天然氣雙層巴士，除了車身高度外，該車採用LF底盤、一踏氣囊懸掛以及後置樓梯等設計，車廂後部亦可以2+2的形式（左側為樓梯，樓梯後門有一排座位，右側為三排座位）設置多8個座位，使該車成為車隊裡的獨有配置，受到各地巴士迷追捧，然而該車卻因為保養成本問題，在2017-2018年間一度停場，出車時間飄忽不定，實際服役時間相當有限，最终在2020年退役。
此車引入時行走226綫，後期調入230路綫行走，在高峰時段亦會运营776路綫東站客運站-岑村紅花崗區間段和862B路綫同和-大源北區間段。
| 自編號          | 數量 | 批次   | 動力形式         | 車身尺寸（長×宽×高） | 軸距    | 引擎              | 波箱/變速系統                      | 地台懸掛                   | 冷氣系統      |
| --------------- | ---- | ------ | ---------------- | -------------------- | ------- | ----------------- | ---------------------------------- | -------------------------- | ------------- |
| XS-0129         | 1    | 樣辦車 | 液化天然氣 (LNG) | 11370×2500×3980 mm   | 5500 mm | 濰柴 WP10NG280E50 | 雙特 Caterpillar FC6A140(CX28) 6AT | 一踏鋼板（前四後五）低地板 | 鬆芝 SZB-VI-D |
| XS-0190~XS-0207 | 19   | 量產車 | 液化天然氣 (LNG) | 11370×2500×3980 mm   | 5500 mm | 濰柴 WP10NG280E50 | 雙特 Caterpillar FC6A140(CX28) 6AT | 一踏鋼板（前四後五）低地板 | 鬆芝 SZB-VI-D |
| XS-0260         | 1    | 增購車 | 液化天然氣 (LNG) | 11370×2500×4180 mm   | 5500 mm | 濰柴 WP10NG280E50 | 雙特 Caterpillar FC6A140(CX28) 6AT | 一踏氣囊低地板             | 鬆芝 SZB-VI-D |

#### 亞星 JS6111SHEVC
2015年採購的液化天然氣雙層巴士明顯取得成效，為新穗巴士車隊開啟新一頁。新穗巴士在2016年1月23日再次以招標形式引入了以插電混合動力為動力的JS6111SHEVC型雙層巴士，然而在招標啟動前，該批車輛中的#0261、#0262車在2015年底便與#0260車一併抵穗，招標程序耐人尋味；該車型成為了全國第一批插電混合動力雙層巴士。該批車輛車內佈局和懸掛系統方面基本與上述提到的JS6111SHCP增購車基本無異，惟因為是插電混合動力車輛的關係，車廂後部設置了電池倉，少了樓梯後部和右邊的最後一排座位，動力配置固然有所更改。
該批車輛引入時全數行走230路綫，為新穗巴士雙層巴士路綫新添一位成員，與#0260車一樣，部分車輛亦會在高峰時段运营776路綫東站客運站-岑村紅花崗區間段和862B路綫同和-大源北區間段，該批車輛後期全數調入226路線頂替因技術原因提早退役的JS6111SHCP型雙層巴士，深宵時段亦會獲派夜45路線任務。該車型現已全數退役。
| 自編號          | 數量 | 動力形式                           | 車身尺寸（長×宽×高） | 軸距    | 引擎                                      | 波箱/變速系統                             | 地台懸掛       | 冷氣系統      |
| --------------- | ---- | ---------------------------------- | -------------------- | ------- | ----------------------------------------- | ----------------------------------------- | -------------- | ------------- |
| XS-0261~XS-0279 | 19   | 液化天然氣插電混合動力 (LNG+PHEV） | 11370×2500×4180 mm   | 5500 mm | 濰柴 WEM100-01電動機 + WP7NG270E51 发动机 | 綠控並聯混合動力系統-中德ZD.F6S1280A 6AMT | 一踏氣囊低地板 | 鬆芝 SZB-VI-D |

#### 安凱 HFF6124GS03EV
2018年8月23日，隨著新穗巴士逐步推進純電化，在最新招標訂單中引入了20架此型號的純電動雙層巴士。該批巴士不再採用矮車身設計，尺寸與普通雙層巴士無異；佈局方面，新穗與早前珍寶巴士訂購的同型號巴士區別在於樓梯，新穗巴士將樓梯置於車輛後部，令樓梯後部的一排座椅設計再次回歸，珍寶巴士與香港雙層巴士樓梯設計則相似，置於駕駛室後方，新穗巴士並無像珍寶巴士一樣採用加上軟墊的春山新時代座椅，而是採用普通版本的春山新時代硬座，上層座位為常見的2+2設置，惟與早年引入的巨鷹雙層電巴一樣，扶手較少；無障礙設置方面，車輛在後門配有手動輪椅上落板，車廂內卻無預留輪椅停放位置；外觀方面，全面採用安凱G9造型，第一巴士塗裝，然而車身中部未見“新穗巴士 全心全意”之口號。
該批車輛引入時226及230路線均有獲派，深宵時段亦獲派行走夜45路線，惟現時不再有雙層巴士运营776路線及862B路線的區間段。現時該批巴士繼續行走226及230路綫，但深宵時段不再行走夜45路綫。
| 自編號          | 數量 | 動力形式    | 車身尺寸（長×宽×高） | 軸距 (三軸）    | 後軸輔助轉向 | 引擎                  | 波箱/變速系統 | 地台懸掛       | 冷氣系統        |
| --------------- | ---- | ----------- | -------------------- | --------------- | ------------ | --------------------- | ------------- | -------------- | --------------- |
| XS-0826~XS-0845 | 20   | 純電動 (EV) | 12000×2550×4200 mm   | 5170 mm+1520 mm | ✔            | 佩特來 TZ368XSPE300WH | 電動直驅      | 一踏氣囊低地板 | 鬆芝 JLD-IIIB-D |

### 一汽巴士

#### 宇通ZK6105HNGS1/ZK6115HNGS2
2013年2月8日，一汽巴士開通旅游观光1线，引入 ZK6105HNGS1 型雙層巴士行走。
第一批的6辆于当年2月8日购置，編號 #3352~#3354 為带顶篷版本，編號 #3355~#3357 为全露天版本，該批車輛由於敞篷和尺寸與汽車公告不符的關係一直不獲發牌，從2014年臨時牌照到期起便無牌行走，直至2016年分三批回送鄭州宇通車廠改為封閉二層設計，二層亦重新設計了冷氣風槽，為了通過車管所的車檢，宇通及一汽為該車型套用 ZK6115HNGS2 的型號數據，最後得以通過車檢。第二批的7辆于2013年7月27日购置，编号 3358~3364，最初也是帶頂蓬版本，後來全數在2016年底在花都的廠房通過宇通方面指導技改和重新車檢正式獲發車。
該批車輛車廂佈局無論是上層還是下層均是2+2的座椅佈局設計，前門正對位於駕駛室後面的樓梯，由於該車身為效仿英國的“左口魚”雙層巴士的復古設計，但因為中國內地是靠右行駛，左鈦駕駛，便讓該車變成了“右口魚”巴士，前門設置在車身較中部，而前門和樓梯中間的過道只是供車長前往駕駛室使用，錢箱和羊城通卡機設置於前門右邊的位置。雖內飾設計一般，但該車型機械配置和懸掛系統均是廣州液化天然氣動力之最高配置，除了馬力充足和進口波箱之外，前後車橋均採用德國采埃孚（ZF）出品，剎車採用德國克諾爾 （Knorr-Bremse AG）出品，氣囊懸掛亦選用德國馬牌（Continental）出品。外觀方面，為“右口魚”復古造型設計，全車身採用一汽巴士設計的橙色觀光巴士塗裝，車身上有以廣州塔為標誌的白色圖案作為特色，車尾引擎蓋上印有「低碳出行 美麗海珠」的字樣，惟車身上無任何當時一汽車隊正采用第一巴士或一汽巴士的木棉花Logo。
2017年2月，海珠有軌電車1號綫開通，由於旅遊觀光1路綫班次遠不及有軌電車，令客流大減，#3358~#3361 車獲派以快車形式行走18路線（由於行車限制不停石榴崗沿途各站），#3362~#3364車則調入二分公司區間行走於901A的員村山頂-岑村紅花崗沿途各站，但此舉在4月突然被市交委叫停；經過交通部門與一汽巴士協商後，一汽巴士將全數第二批車輛調入二分公司，該批巴士一直在901A路綫區間行走至退役。
该車型於2021年6月11日全數退役，有關路線均全數恢復由單層巴士运营。
| 自編號          | 數量 | 批次   | 動力形式         | 車身尺寸（長×宽×高） | 軸距    | 引擎             | 波箱/變速系統    | 地台懸掛         | 冷氣系統      |
| --------------- | ---- | ------ | ---------------- | -------------------- | ------- | ---------------- | ---------------- | ---------------- | ------------- |
| Y3-3352~Y3-3357 | 6    | 第一批 | 液化天然氣 (LNG) | 10500×2500×4100 mm   | 5400 mm | 玉柴 YC6L280N-52 | Alison T375R 6AT | 一踏氣囊超低地台 | 鬆芝 SZB-VI-D |
| Y2-3358~Y2-3364 | 7    | 第二批 | 液化天然氣 (LNG) | 10500×2500×4100 mm   | 5400 mm | 玉柴 YC6L280N-52 | Alison T375R 6AT | 一踏氣囊超低地台 | 鬆芝 SZB-VI-D |

### 珍寶巴士

#### 安凱 HFF6124GS03EV
2018年6月24日，珍寶巴士旗下333路綫修改行車路綫，新行車路綫往返位於廣州珍寶巴士總部的大觀路北（大觀濕地公園）及蘿崗香雪梅花世界，途經廣州科學城內多個熱門景點，該日起333路綫全綫以最新引入的安凱HFF6124GS03EV型純電動雙層巴士行走，該批巴士在333路綫改綫當日早上在廣州珍寶巴士總部車廠內舉行了巴士首發仪式。
該批巴士創下了珍寶巴士歷史上多個第一，比如“第一批一踏氣囊無障礙巴士”、“公司旗下第一款雙層巴士”、“公司旗下第一款三軸巴士”等等。車廂佈局方面，珍寶巴士與香港雙層巴士樓梯設計則相似，直梯置於駕駛室後方，全車座椅為春山世紀之星系列座椅，並配備了軟墊，後門對面配備了一塊PIDS屏幕顯示到站信息，該批巴士亦配備了USB充電口供乘客充電，此車除在後門配備輪椅板外有預留輪椅停放位置，上層方面，座位全數2+2配置，設置多條扶手，亦在冷氣風槽上方同樣配置PIDS屏幕顯示到站信息。外觀方面，全面採用安凱G9造型，新車時採用帶有梅花和科學城地標建築塗案的特色塗裝，梯位車身中部以英文印有“China Huang Pu”字樣，門位以中文印有“中國 黃埔”以宣傳廣州黃埔區，現時除部分主題廣告外，批次內其餘巴士恢復珍寶巴士紅巴塗裝，在車身中部貼有珍寶巴士Logo。
該車型上路時全數行走333路；2019年11月1日，336路修改行走路綫後，亦獲派此車型行走。2025年3月1日，333路与395路整合，由于双层巴士无法通行333路新走向的部分路段，该款车型改为全数行走于336路。
| 自編號      | 數量 | 動力形式    | 車身尺寸（長×宽×高） | 軸距 (三軸）    | 後軸輔助轉向 | 引擎                  | 波箱/變速系統 | 地台懸掛       | 冷氣系統     |
| ----------- | ---- | ----------- | -------------------- | --------------- | ------------ | --------------------- | ------------- | -------------- | ------------ |
| J2721~J2740 | 20   | 純電動 (EV) | 12000×2550×4200 mm   | 5170 mm+1520 mm | ✔            | 佩特來 TZ368XSPE300WH | 電動直驅      | 一踏氣囊低地板 | 凱希 ACD528H |

### 巴士集團電車分公司

#### 宇通 ZK6126BEVGS3（E12DD）
2018年6月12日，廣州市一汽巴士、廣州市第二公共汽車公司、廣州市第三公共汽車公司、廣州市電車公司和廣州馬會巴士聯合招標1672部純電動巴士，其中標包8為電車購買的純電動雙層巴士，但該標包因參選產品不足而流標，在重新招標後，宇通ZK6126BEVGS3車型在第二次招標中標。
該批巴士上下層均為2+2座椅配置，所有座椅均為宇通原廠出品之皮椅，部分座位後方更配備腳踏板和小桌板，上層後部更直接配備兩張仿木飾板桌子，配備兩對對座，固上層也有倒座，下層將整個右前輪包延長，上方以仿桃木飾板覆蓋，車輛服役時延長輪包上放置了自動售賣機出售便民用品，樓梯以直梯設計設置於駕駛室後方，全車配備了多個PIDS屏幕和電視顯示到站信息以及宣傳內容，作為無障礙車輛，該車型的輪椅停放區足以放下兩架輪椅。外觀方面，採用宇通“紳士”造型，由於大燈較小，巴士迷戲稱該造型為“豆眼”，該批巴士採用巴士集團內電車獨有的紅巴塗裝，每年新年巴士電車亦會仿效香港巴士公司做法製作生肖賀年廣告於該車型。該車在底盤懸掛系統方面與一汽巴士早前引入的宇通牌雙層巴士一樣，配備了多個由外國生產商出品的產品，前橋和驅動橋選用德國采埃孚（ZF）出品，懸掛採用德國威巴克（Wabco）V1E25氣囊避震，後輪隨動車橋則是宇通旗下的精益達出品，該車橋懸掛選用德國馬牌（Continental）出品，原廠更直接配備法國品牌米其林X In City系列輪胎。
現時該車型大多行走于曾由广州市双城观光巴士有限公司运营的千年古城线、西关风情线、城市中轴线等观光巴士线路。
| 自編號                      | 數量 | 動力形式    | 車身尺寸（長×宽×高） | 軸距 (三軸）    | 後軸輔助轉向 | 引擎              | 波箱/變速系統 | 地台懸掛         | 冷氣系統       |
| --------------------------- | ---- | ----------- | -------------------- | --------------- | ------------ | ----------------- | ------------- | ---------------- | -------------- |
| S802~S817 → D-54000~D-54015 | 16   | 純電動 (EV) | 12300×2550×4140 mm   | 5500 mm+1600 mm | ✔            | 宇通 TZ368XSYTB11 | 電動直驅      | 一踏氣囊超低地台 | 科林諾 KLDY48A |

#### 廣汽比亞迪GZ6100LSEV/GZ6100LSEV1（K8S）
2016年，電車公司計劃開通一條在珠江新城CBD周邊行走的觀光巴士路綫，率先引入兩台GZ6100LSEV型電動雙層巴士為開綫作準備，當時兩台巴士獲發自編號#S800及#S801，然而兩架巴士在2020年12月23日突然退出运营并退还广汽比亚迪从化车厂並辦理了車輛注销。
時間直至2021年4月1日，電車公司投放於比亞迪從化車廠多時的13架廣汽比亞迪GZ6100LSEV1型雙層巴士於107路綫及觀光2路綫行走，其中#S829及#S830車為2020年底退還予廠家的#S800車及#S801車，除更改車輛VIN碼、巴士型號及換上新銘牌外，與其他批次內的無異。
該型號巴士及比亞迪貼上自家型號的車型當時為全國唯一一款10米級純電動雙層巴士車型。在佈局方面，因比亞迪與亞歷山大丹尼士長期的合作關係，車廂佈置基本模仿亞歷山大丹尼士Enviro400型巴士。上下層座位均以2+2配置，座椅為春山世紀之星系列，座椅配備軟墊，全車配備了多個PIDS屏幕和電視顯示到站信息以及宣傳內容，樓梯直梯設計置於駕駛室後方，惟由於電池佈置的關係，下層空間較短，只有13個座位及在後門正對位置預留了輪椅停放區。巴士底盤懸掛系統方面，與E12DD車型一樣，配備許多由外國廠商的出品，懸掛採用德國威巴克（Wabco）出品，ABS由德國克諾爾出品。
現時該車型全數行走于107路。
| 自編號                      | 數量 | 動力形式    | 車身尺寸（長×宽×高） | 軸距                      | 引擎              | 波箱/變速系統 | 地台懸掛         | 冷氣系統        |
| --------------------------- | ---- | ----------- | -------------------- | ------------------------- | ----------------- | ------------- | ---------------- | --------------- |
| S818~S830 → D-41000~D-41012 | 13   | 純電動 (EV) | 10200×2550×4200 mm   | 5950 mm（採用短後懸設計） | 比亞迪 BYD-TYC90A | 電動直驅      | 一踏氣囊超低地台 | 鬆芝 JLD-IIIB-D |

## 路線
现时使用雙層巴士行走的巴士路線如下：

| 编号 | 编号         | 线路                     | 线路 | 线路     | 收费     | 运营商   | 备注                               |
| ---- | ------------ | ------------------------ | ---- | -------- | -------- | -------- | ---------------------------------- |
|      | 107          | 花城广场西               | ⇆    | 中山八路 | 2元      | 巴士电车 | 使用双层巴士或无轨电车运营         |
|      | 226          | 大塘（坚真花园）         | ⇆    | 恒宝广场 | 2元      | 新穗巴士 |                                    |
|      | 230          | 南边路                   | ⇆    | 华工大   | 3元      | 新穗巴士 | 使用双层巴士运营                   |
|      | 336          | 大观路北（大观湿地公园） | ⇆    | 中海誉城 | 2元      | 珍宝巴士 | 不大于20–30分/班；使用双层巴士运营 |
|      | 城市新中轴线 | 广州塔                   | ↺    | 广州塔   | 日票50元 | 巴士电车 | 日间双层观光巴士                   |
|      | 西关风情线   | 万福西                   | ↺    | 万福西   | 日票50元 | 巴士电车 | 日间双层观光巴士                   |
|      | 千年古城线   | 动物园                   | ↺    | 动物园   | 日票50元 | 巴士电车 | 日间双层观光巴士                   |
|      | 中轴夜景线   | 广州塔                   | ↺    | 广州塔   | 日票50元 | 巴士电车 | 夜间双层观光巴士，中途不停站       |

2012年以来曾经使用雙層巴士行走，但现时已不再使用的巴士路線如下：

| 编号 | 编号        | 线路                       | 线路 | 线路                   | 收费  | 运营商   | 备注                   |
| ---- | ----------- | -------------------------- | ---- | ---------------------- | ----- | -------- | ---------------------- |
|      | 18          | 赤沙（广东财经大学）       | ⇆    | 体育中心               | 2元   | 一汽三分 |                        |
|      | 244A        | 江南大道南（地铁江泰路站） | ⇆    | 汇侨新城               | 2元   | 新穗巴士 |                        |
|      | 262         | 珠江帝景苑                 | ⇆    | 新洲码头               | 2元   | 巴士三分 | 经赤岗北路（艺洲路口） |
|      | 333         | 大观路北（大观湿地公园）   | ⇆    | 科学城南部公交场       | 2元   | 珍宝巴士 | 30分/班                |
|      | 862         | 广州火车站（草暖公园）     | ⇆    | 沙太路北               | 2–3元 | 新穗巴士 |                        |
|      | 901A        | 天河智慧城核心区（高唐）   | ⇆    | 华成路（高德置地广场） | 2元   | 一汽二分 |                        |
|      | 旅游观光1线 | 黄埔古村                   | ⇆    | 珠江泳场（海印公园）   | 2元   | 一汽三分 |                        |
|      | 夜45        | 大塘（坚真花园）           | ⇆    | 城西花园               | 3元   | 新穗巴士 | 226路附属线路          |